# Kaplan, Inc.

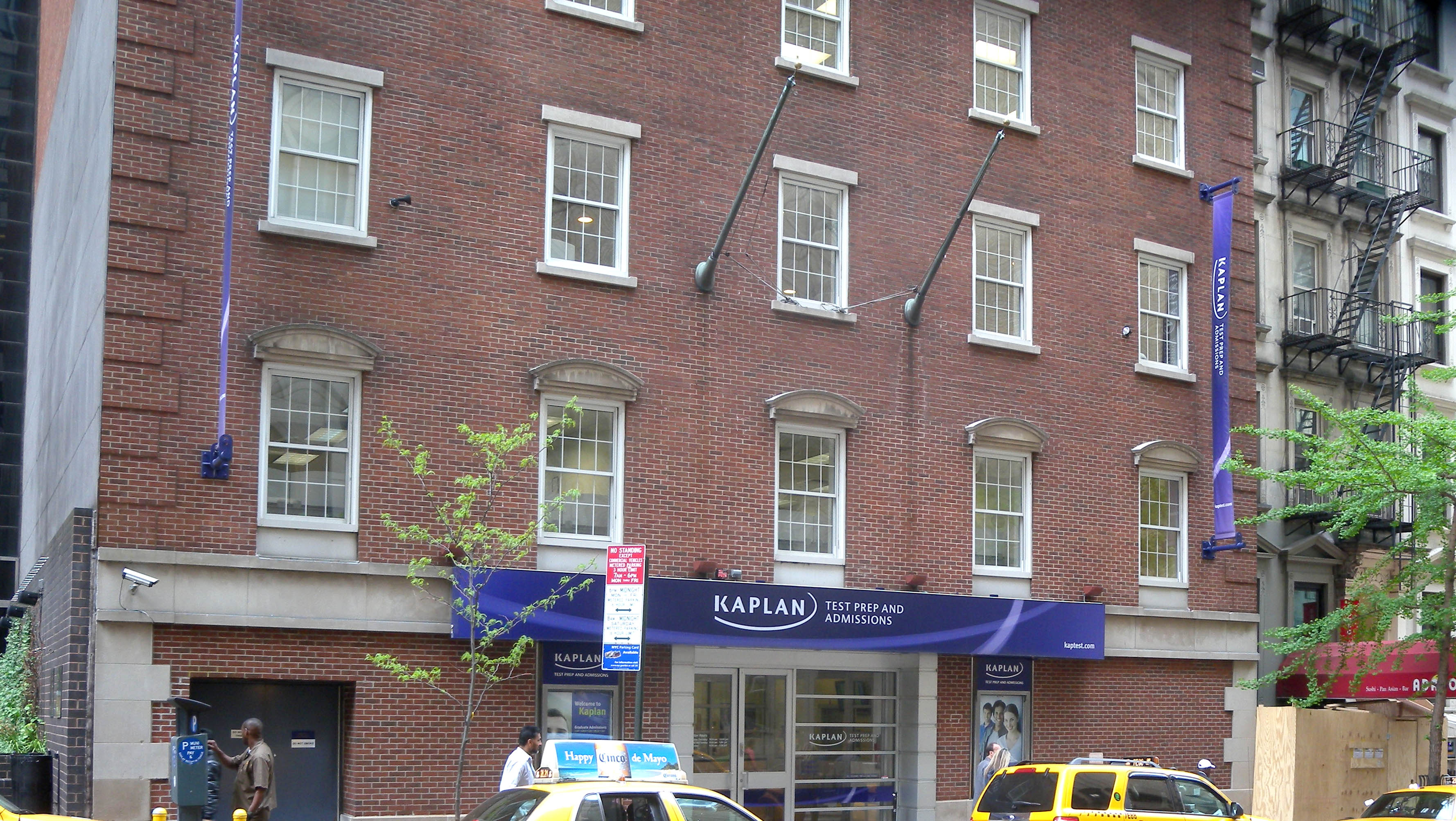
Um dos prédios da Kaplan, em Nova Iorque

Kaplan, Inc. é uma empresa sediada em Nova Iorque, fundada em 1938 por Stanley Kaplan, que oferece programas de educação de nível superior, cursos de formação profissional, cursos preparatórios para exames e outros serviços para os vários níveis de ensino. É uma subsidiária integral da The Washington Post Company. Sua receita em 2009 foi de 2,6 bilhões de dólares.

## Kaplan Professional
A Kaplan Professional oferece cursos, certificações e treinamentos em áreas como contabilidade, seguros, planejamento financeiro, tecnologia da informação e arquitetura.

## Kaplan Test Prep
Criada em 1938, Kaplan Test Prep vende curos preparatórios para exames através de tutorias, aulas presenciais, livros e material digital.

## Kaplan International Colleges
A Kaplan International Colleges, é uma empresa que oferece cursos de inglês e programos de intercâmbio em diversos países como Reino Unido, Estados Unidos, Canadá, Irlanda,Austrália e Nova Zelândia.